# 圣欧班德博比涅
圣欧班德博比涅（法語：Saint-Aubin-de-Baubigné，法語發音：[sɛ̃t‿obɛ̃ də bobiɲe]）是法国德塞夫勒省的一个旧市镇，属于布雷叙尔区。1973年1月1日，圣欧班德博比涅与邻近的6个市镇并入市镇莫莱翁。

## 地理
圣欧班德博比涅（46°56'22.80"N, 0°41'30.41"W）位于法国新阿基坦大区德塞夫勒省，该省份为法国西部内陆省份，北起曼恩-卢瓦尔省，西接旺代省，南至夏朗德省和滨海夏朗德省，东临维埃纳省。
圣欧班德博比涅的时区为UTC+01:00、UTC+02:00（夏令时）。

## 行政
圣欧班德博比涅的邮政编码为79700，INSEE市镇编码为79237。

## 人口
圣欧班德博比涅于2018年1月1日时的人口数量为1416人。